# Carlos González Jaksic
Carlos González Jaksic —según algunas fuentes Carlos González Yaksic— (Punta Arenas, 1 de abril de 1928 - ibidem, 29 de diciembre de 2008) fue un contador general, profesor y político chileno militante del Partido Socialista de Chile. Fue regidor y alcalde de Punta Arenas. Además se desempeñó como diputado en dos periodos por la Vigesimoséptima Agrupación Departamental "Magallanes, Última Esperanza y Tierra del Fuego" entre 1969 y 1973.

## Biografía
Hijo de José González Fernández y Nicolina Jaksic Draguisevic. Se casó con Emilia Olga Lausic Baleta con quien tuvo cinco hijos.
Estudió en el Instituto Superior de Comercio de Punta Arenas donde obtuvo el título de contador general. Tras esto ingresó al Instituto Pedagógico Técnico, egresando como profesor de matemáticas y contabilidad. Entre 1950 y 1967 ejerció la docencia en el Instituto Superior de Comercio de Punta Arenas y el Instituto Vespertino de Punta Arenas.
Entró a la política en 1945 cuando se sumó al PS. Fue secretario general regional de la Juventud Socialista entre 1951 y 1953, ocupando posteriormente otros cargos relevantes de la colectividad a nivel regional. En 1963 fue elegido regidor de Punta Arenas hasta 1967, siendo reelecto en esa fecha hasta 1969. Paralelamente entre 1964 a 1967 fue alcalde de la comuna.
En 1969 fue elegido diputado por la Provincia de Magallanes, siendo reelegido en 1973. Integró la Comisión Permanente de Relaciones Exteriores; la de Defensa Nacional, Educación Física y Deportes; y la de Agricultura y Colonización. Tuvo que dejar el cargo tras el Golpe de Estado del 11 de septiembre de 1973.
Perseguido por la dictadura militar, fue detenio y torturado por un año en el Campo de Concentración de Isla Dawson. Luego fue llevado a Villa Alemana y a Tres Álamos. En 1975 fue expulsado del país para radicarse en Yugoslavia entre 1975 y 1981 y en Venezuela entre 1981 y hasta 1987, año que se le permitió su regreso a Chile.
En 1992, tras el retorno de la democracia, fue elegido alcalde de Punta Arenas. Fue concejal de la misma comuna por tres períodos consecutivos entre 2000-2004; 2004-2008; y 2008-2012.
Murió en diciembre de 2008, justo después de asumir su tercer período como concejal, debido a un cáncer de pulmón. Una sala del concejo municipal, una calle y una plazoleta de la comuna fueron bautizadas con su nombre como homenaje póstumo.

## Historial electoral

### Elecciones parlamentarias de 1973
- Elecciones parlamentarias de 1973 para la 27.ª  Agrupación Departamental, Magallanes, Última Esperanza y Tierra del Fuego.

### Elecciones municipales de 1992
- Elecciones municipales de 1992, para la alcaldía de Punta Arenas[7]

(Se consideran solo los candidatos que resultaron elegidos para el Concejo Municipal)

### Elecciones municipales de 2000
- Elecciones municipales de 2000, para la alcaldía de Punta Arenas[8]

(Se consideran solo candidatos con sobre el 1 % de votos y candidatos electos como concejales, de un total de 14 candidatos)

### Elecciones municipales de 2004
- Elecciones municipales de 2004, para el concejo municipal de Punta Arenas[9]

(Se consideran solo las 10 primeras mayorías)

### Elecciones municipales de 2008
- Elecciones municipales de 2008, para el concejo municipal de Punta Arenas[10]

(Se consideran solo las 10 primeras mayorías)